# Hipòloc de Tessàlia
Hipòloc (en llatí Hippolochus, en grec antic Ἱππόλοχος) fou un militar tessali que va dirigir un cos de cavalleria al servei de Ptolemeu IV Filopàtor (222-205 aC).
Amb aquest cos va desertar al camp d'Antíoc III el Gran durant la guerra de Síria l'any 218 aC. Antíoc el va enviar junt amb Cerees, que havia desertat al mateix temps, per defensar la província de Samària. Després se'l menciona com a comandant dels mercenaris grecs al servei d'Antíoc a la batalla de Ràfia entre Ptolemeu i Antíoc el Gran l'any 217 aC, segons diu Polibi.